# Copa Presidente de Emiratos Árabes Unidos 2016-17
La Copa Presidente de Emiratos Árabes Unidos 2016-17 fue la 41ra edición del torneo de copa del fútbol masculino en Emiratos Árabes Unidos. Es jugado entre equipos pertenecientes a las dos primeras divisiones de la estructura de ligas del fútbol emiratí.
El Al-Wahda obtuvo la copa, y se aseguró un lugar en la fase de grupos de la Liga de Campeones de la AFC 2018.

## Modalidad
La Copa Presidente de Emiratos Árabes Unidos 2017 se jugará en dos fases. La primera fase se jugará con los equipos de la Segunda División, divididos en dos grupos de 6 equipos. los ganadores de cada grupo avanzan a la siguiente fase.
Los dos equipos ganadores se suman a los catorce equipos de la primera división, quienes jugarán en un sistema de eliminación directa, con series de un partido, hasta llegar a la final del torneo.

## Equipos participantes
| Liga Árabe del Golfo (EAU) 2016-17 (14) - Al-Ittihad - Al-Ahli - Al-Ain - Al-Jazira - Al-Nasr - Al Shabab - Al-Wahda - Al Wasl - Baniyas SC - Dhafra - Dibba Club - Emirates Club - Hatta Club - Sharjah FC | División 1 de EAU (12) - Al-Arabi - Al-Fujairah SC - Al Hamriyah SC - Al Khaleej - Al-Shaab - Al Thaid - Al Urooba - Ajman Club - Dibba Al-Hisn - Dubai CSC - Masfut CSC - Ras Al Khaima |

## Primera fase
Los equipos de la División 1 de EAU jugaron en dos grupos de seis equipos para definir los dos clubes que completarían los octavos de final. Los partidos de esta fase se jugaron entre el 7 de octubre al 5 de noviembre de 2016.

### Grupo A
|   | Equipo      | JJ | JG | JE | JP | GF | GC | PTS | DG  |
| - | ----------- | -- | -- | -- | -- | -- | -- | --- | --- |
| 1 | Al Urooba   | 5  | 5  | 0  | 0  | 10 | 2  | 15  | 8   |
| 2 | Fujairah SC | 5  | 3  | 0  | 2  | 9  | 4  | 9   | 5   |
| 3 | Al Hamriyah | 5  | 2  | 2  | 2  | 5  | 3  | 8   | 2   |
| 4 | Al-Shaab    | 5  | 2  | 1  | 2  | 6  | 6  | 7   | 0   |
| 5 | Al-Khaleej  | 5  | 1  | 1  | 3  | 6  | 10 | 4   | -4  |
| 6 | Al-Arabi    | 5  | 0  | 0  | 5  | 4  | 15 | 0   | -11 |

### Grupo B
|   | Equipo             | JJ | JG | JE | JP | GF | GC | PTS | DG  |
| - | ------------------ | -- | -- | -- | -- | -- | -- | --- | --- |
| 1 | Dubai CSC          | 5  | 3  | 1  | 1  | 12 | 6  | 10  | 6   |
| 2 | Dibba Al-Hisn SC   | 5  | 2  | 2  | 1  | 10 | 6  | 8   | 4   |
| 3 | Ajman Club         | 5  | 2  | 1  | 2  | 14 | 6  | 7   | 8   |
| 4 | Masfut Club        | 5  | 2  | 1  | 2  | 5  | 10 | 7   | -5  |
| 5 | Al-Thaid           | 5  | 1  | 3  | 1  | 8  | 9  | 6   | -1  |
| 6 | Ras Al Khaima Club | 5  | 1  | 0  | 4  | 5  | 17 | 3   | -12 |

## Fase Final

### Llaves
|  | Octavos de final | Octavos de final | Octavos de final |            |               | Cuartos de final | Cuartos de final | Cuartos de final |  |          | Semifinales | Semifinales | Semifinales |  |          | Final    | Final | Final |  |
|  |                  |                  |                  |            |               |                  |                  |                  |  |          |             |             |             |  |          |          |       |       |  |
|  |                  |                  |                  |            |               |                  |                  |                  |  |          |             |             |             |  |          |          |       |       |  |
|  | Al Wahda         | Al Wahda         | 3                |            |               |                  |                  |                  |  |          |             |             |             |  |          |          |       |       |  |
|  | Al Wahda         | Al Wahda         | 3                |            |               |                  |                  |                  |  |          |             |             |             |  |          |          |       |       |  |
|  | Dibba Club       | Dibba Club       | 1                |            |               |                  |                  |                  |  |          |             |             |             |  |          |          |       |       |  |
|  | Dibba Club       | Dibba Club       | 1                |            | Al Wahda      | Al Wahda         | 6                |                  |  |          |             |             |             |  |          |          |       |       |  |
|  |                  |                  |                  |            | Al Wahda      | Al Wahda         | 6                |                  |  |          |             |             |             |  |          |          |       |       |  |
|  |                  |                  | Al-Jazira        | Al-Jazira  | 0             |                  |                  |                  |  |          |             |             |             |  |          |          |       |       |  |
|  | Al-Ittihad       | Al-Ittihad       | Al-Jazira        | Al-Jazira  | 0             | 0                |                  |                  |  |          |             |             |             |  |          |          |       |       |  |
|  | Al-Ittihad       | Al-Ittihad       |                  |            |               |                  |                  |                  |  |          |             |             |             |  |          |          |       |       |  |
|  | Al-Jazira        | Al-Jazira        | 2                |            |               |                  |                  |                  |  |          |             |             |             |  |          |          |       |       |  |
|  | Al-Jazira        | Al-Jazira        | 2                |            |               |                  |                  |                  |  | Al Wahda | Al Wahda    | 1           |             |  |          |          |       |       |  |
|  |                  |                  |                  |            |               |                  |                  |                  |  | Al Wahda | Al Wahda    | 1           |             |  |          |          |       |       |  |
|  |                  |                  | Al-Sharjah       | Al-Sharjah | 0             |                  |                  |                  |  |          |             |             |             |  |          |          |       |       |  |
|  | Al-Wasl          | Al-Wasl          | Al-Sharjah       | Al-Sharjah | 0             | 2                |                  |                  |  |          |             |             |             |  |          |          |       |       |  |
|  | Al-Wasl          | Al-Wasl          |                  |            |               |                  |                  |                  |  |          |             |             |             |  |          |          |       |       |  |
|  | Baniyas SC       | Baniyas SC       | 0                |            |               |                  |                  |                  |  |          |             |             |             |  |          |          |       |       |  |
|  | Baniyas SC       | Baniyas SC       | 0                |            | Al-Wasl       | Al-Wasl          | 2                |                  |  |          |             |             |             |  |          |          |       |       |  |
|  |                  |                  |                  |            | Al-Wasl       | Al-Wasl          | 2                |                  |  |          |             |             |             |  |          |          |       |       |  |
|  |                  |                  | Al-Sharjah       | Al-Sharjah | 4             |                  |                  |                  |  |          |             |             |             |  |          |          |       |       |  |
|  | Al Urooba        | Al Urooba        | Al-Sharjah       | Al-Sharjah | 4             | 2                |                  |                  |  |          |             |             |             |  |          |          |       |       |  |
|  | Al Urooba        | Al Urooba        |                  |            |               |                  |                  |                  |  |          |             |             |             |  |          |          |       |       |  |
|  | Al-Sharjah       | Al-Sharjah       | 3                |            |               |                  |                  |                  |  |          |             |             |             |  |          |          |       |       |  |
|  | Al-Sharjah       | Al-Sharjah       | 3                |            |               |                  |                  |                  |  |          |             |             |             |  | Al Wahda | Al Wahda | 3     |       |  |
|  |                  |                  |                  |            |               |                  |                  |                  |  |          |             |             |             |  | Al Wahda | Al Wahda | 3     |       |  |
|  |                  |                  | Al Nasr          | Al Nasr    | 0             |                  |                  |                  |  |          |             |             |             |  |          |          |       |       |  |
|  | Al-Ahli          | Al-Ahli          | Al Nasr          | Al Nasr    | 0             | 1                |                  |                  |  |          |             |             |             |  |          |          |       |       |  |
|  | Al-Ahli          | Al-Ahli          |                  |            |               |                  |                  |                  |  |          |             |             |             |  |          |          |       |       |  |
|  | Al-Ain           | Al-Ain           | 3                |            |               |                  |                  |                  |  |          |             |             |             |  |          |          |       |       |  |
|  | Al-Ain           | Al-Ain           | 3                |            | Al-Ain        | Al-Ain           | 0                |                  |  |          |             |             |             |  |          |          |       |       |  |
|  |                  |                  |                  |            | Al-Ain        | Al-Ain           | 0                |                  |  |          |             |             |             |  |          |          |       |       |  |
|  |                  |                  | Al Nasr          | Al Nasr    | 1             |                  |                  |                  |  |          |             |             |             |  |          |          |       |       |  |
|  | Al Nasr          | Al Nasr          | Al Nasr          | Al Nasr    | 1             | 1                |                  |                  |  |          |             |             |             |  |          |          |       |       |  |
|  | Al Nasr          | Al Nasr          |                  |            |               |                  |                  |                  |  |          |             |             |             |  |          |          |       |       |  |
|  | Dubai CSC        | Dubai CSC        | 0                |            |               |                  |                  |                  |  |          |             |             |             |  |          |          |       |       |  |
|  | Dubai CSC        | Dubai CSC        | 0                |            |               |                  |                  |                  |  | Al Nasr  | Al Nasr     | 1           |             |  |          |          |       |       |  |
|  |                  |                  |                  |            |               |                  |                  |                  |  | Al Nasr  | Al Nasr     | 1           |             |  |          |          |       |       |  |
|  |                  |                  | Hatta Club       | Hatta Club | 0             |                  |                  |                  |  |          |             |             |             |  |          |          |       |       |  |
|  | Al Shabab        | Al Shabab        | Hatta Club       | Hatta Club | 0             | 0                |                  |                  |  |          |             |             |             |  |          |          |       |       |  |
|  | Al Shabab        | Al Shabab        |                  |            |               |                  |                  |                  |  |          |             |             |             |  |          |          |       |       |  |
|  | Emirates Club    | Emirates Club    | 2                |            |               |                  |                  |                  |  |          |             |             |             |  |          |          |       |       |  |
|  | Emirates Club    | Emirates Club    | 2                |            | Emirates Club | Emirates Club    | 1                |                  |  |          |             |             |             |  |          |          |       |       |  |
|  |                  |                  |                  |            | Emirates Club | Emirates Club    | 1                |                  |  |          |             |             |             |  |          |          |       |       |  |
|  |                  |                  | Hatta Club       | Hatta Club | 2             |                  |                  |                  |  |          |             |             |             |  |          |          |       |       |  |
|  | Al Dhafra        | Al Dhafra        | Hatta Club       | Hatta Club | 2             | 1 (3)            |                  |                  |  |          |             |             |             |  |          |          |       |       |  |
|  | Al Dhafra        | Al Dhafra        |                  |            |               |                  |                  |                  |  |          |             |             |             |  |          |          |       |       |  |
|  | Hatta Club (p)   | Hatta Club (p)   | 1 (5)            |            |               |                  |                  |                  |  |          |             |             |             |  |          |          |       |       |  |
|  | Hatta Club (p)   | Hatta Club (p)   | 1 (5)            |            |               |                  |                  |                  |  |          |             |             |             |  |          |          |       |       |  |
|  |                  |                  |                  |            |               |                  |                  |                  |  |          |             |             |             |  |          |          |       |       |  |

### Octavos de final
Los 14 equipos de la primera división entraron en esta etapa sumándose también los ganadores de la primera fase, los 16 conjuntos se enfrentaron en partidos únicos de eliminación directa para definir a los ganadores. Los partidos de esta fase se jugaron entre el 26 y 27 de diciembre de 2016.
| Ittihad Kalba SCC | 0 - 2       | Al-Jazira         | Maktoum Bin Rashid | 26 de diciembre de 2016 | 12:50 |
| Al-Wasl           | 2 - 0       | Baniyas SC        | Khalifa bin Zayed  | 26 de diciembre de 2016 | 12:55 |
| Al Dhafra         | 1(3) - (5)1 | Hatta Club        | Al-Wasl Club       | 26 de diciembre de 2016 | 15:55 |
| Al-Ahli           | 1 - 3       | Al-Ain            | Mohammed Bin Zayed | 26 de diciembre de 2016 | 15:55 |
| Al Urooba         | 2 - 3       | Al-Sharjah        | Ittihad Kalba Club | 27 de diciembre de 2016 | 12:45 |
| Al Nasr           | 1 - 0       | Dubai CSC         | Al-Rashid          | 27 de diciembre de 2016 | 12:50 |
| Al Wahda          | 3 - 1       | Dibba Al-Fujairah | Al-Maktoum         | 27 de diciembre de 2016 | 15:55 |
| Al-Shabab         | 0 - 2       | Emirates Club     | Dubai Club         | 27 de diciembre de 2016 | 15:55 |

### Cuartos de final
Los partidos de esta fase se jugaron entre el 4 y 5 de enero de 2017.
| Al-Wasl       | 2 - 4 | Al-Sharjah | Maktoum Bin Rashid | 4 de enero de 2017 | 14:45 |
| Al Wahda      | 6 - 0 | Al-Jazira  | Al-Wasl Club       | 4 de enero de 2017 | 14:45 |
| Emirates Club | 1 - 2 | Hatta Club | Al-Maktoum         | 5 de enero de 2017 | 12:55 |
| Al-Ain        | 0 - 1 | Al Nasr    | Mohammed Bin Zayed | 5 de enero de 2017 | 16:00 |

### Semifinales
Los partidos de esta fase se jugaron entre el 19 y 20 de abril de 2017.
| Al Wahda | 1 - 0 | Al-Sharjah | Al-Maktoum | 19 de abril de 2017 | 15:25 |
| Al Nasr  | 1 - 0 | Hatta Club | Al-Rashid  | 20 de abril de 2017 | 15:25 |

### Final
La final se jugó el 19 de mayo de 2017.
| Al Wahda | 3 - 0 | Al Nasr | Estadio Jeque Zayed | 19 de mayo de 2017 | 14:15 |

## Cuadro Final
| Cuadro de Honor Copa Presidente de Emiratos Árabes Unidos 2016-17 | Cuadro de Honor Copa Presidente de Emiratos Árabes Unidos 2016-17 | Cuadro de Honor Copa Presidente de Emiratos Árabes Unidos 2016-17 |
| Equipo                                                            | Premio                                                            | Título(s)                                                         |
| ----------------------------------------------------------------- | ----------------------------------------------------------------- | ----------------------------------------------------------------- |
| Al-Wahda                                                          | Campeón                                                           |                                                                   |
| Al-Nasr                                                           | Subcampeón                                                        | 1975 · 1980 · 1984 · 1992 · 1997 · 2017                           |
| Al-Sharjah                                                        | Semifinalistas                                                    |                                                                   |
| Hatta Club                                                        | Semifinalistas                                                    |                                                                   |